# Brachyrhopala
Brachyrhopala is een vliegengeslacht uit de familie van de roofvliegen (Asilidae).

## Soorten
- B. anomala Clements, 2000
- B. antennata Clements, 2000
- B. atra Clements, 2000
- B. aurimaculata Clements, 2000
- B. bicolor Clements, 2000
- B. brunnea Clements, 2000
- B. danielsi Clements, 2000
- B. flava Clements, 2000
- B. grandis Clements, 2000
- B. inopina (Walker, 1858)
- B. melaena Clements, 2000
- B. mutabilis Clements, 2000
- B. nigra Clements, 2000
- B. ochracea Clements, 2000

- B. quadrata Clements, 2000
- B. quadricincta (Bigot, 1879)
- B. rubrithorax Clements, 2000
- B. ruficornis Macquart, 1847
- B. scutellata Clements, 2000
- B. semifilata (Walker, 1861)
- B. semirufa Hardy, 1929
- B. soluta (Walker, 1861)
- B. unifasciata Clements, 2000